# Derodesmus flagellifer
Derodesmus flagellifer är en mångfotingart som beskrevs av Cook 1896. Derodesmus flagellifer ingår i släktet Derodesmus och familjen Platyrhacidae. Inga underarter finns listade i Catalogue of Life.